# Parque Warner Madrid
Parque Warner Madrid (voormalige Warner Bros. Movie World Madrid en Warner Bros. Park) is een themapark gelegen op 25 km ten zuidoosten van Madrid, Spanje, in de gemeente San Martín de la Vega. Het plan begon in 1997 en de bouw startte in de eerste helft van 1999. Het park opende op 5 april 2002, dit onder het bestuur van de Six Flags-groep en waarvan 5% in het bezit was van Time Warner.
In november 2004 eindigde het contract met Six Flags waardoor het bestuur over werd gedragen naar Time Warner en vele Spaanse investeerders. De naam werd veranderd in Parque Warner Madrid in 2006.

## Geschiedenis
- 1997 - Het idee komt om een Warner Bros. Movie World park in Madrid te bouwen; ook worden de eerste ontwerpen gemaakt.
- 1999 - De bouw van het park begint.
- 2002 - Warner Bros. Movie World Madrid opent zijn deuren. Het park is in handen van de Six Flags groep en Time Warner. Het park heeft bij de opening vijf achtbanen staan. Drie ervan openen op 6 april, de twee anderen later dat jaar.
- 2004 - Het contract met Six Flags loopt ten einde. Ook de contracten met de andere Europese parken die onder leiding waren van Six Flags eindigen in 2004.
- 2005 - Het park krijgt er een nieuwe interactieve attractie bij, La Aventura de Scooby-Doo, gebaseerd op de gelijknamige tekenfilmhond
- 2006 - Het park krijgt een nieuwe naam Parque Warner Madrid.
- 2009 - Nieuwe attractie: Oso Yogui waterride.
- 2009 - Nieuwe kinderachtbaan: Correcaminos Bip, Bip.
- 2011 - Het park bestaat 10 jaar en komt met 5 nieuwe attracties en 3 nieuwe shows.
- 2012 - 3 nieuwe shows + 2 nieuwe eetgelegenheden + de bouw van een nieuw waterpark.
- 2014 - Waterpark met de naam 'Parque Warner Beach'.

## Attracties

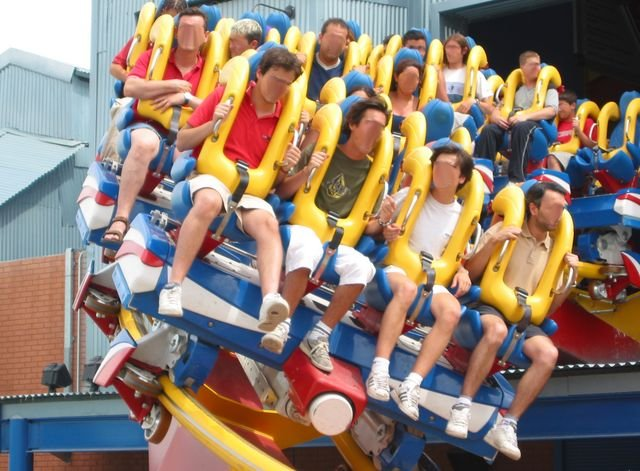
De achtbaan Superman: La Atracción de Acero

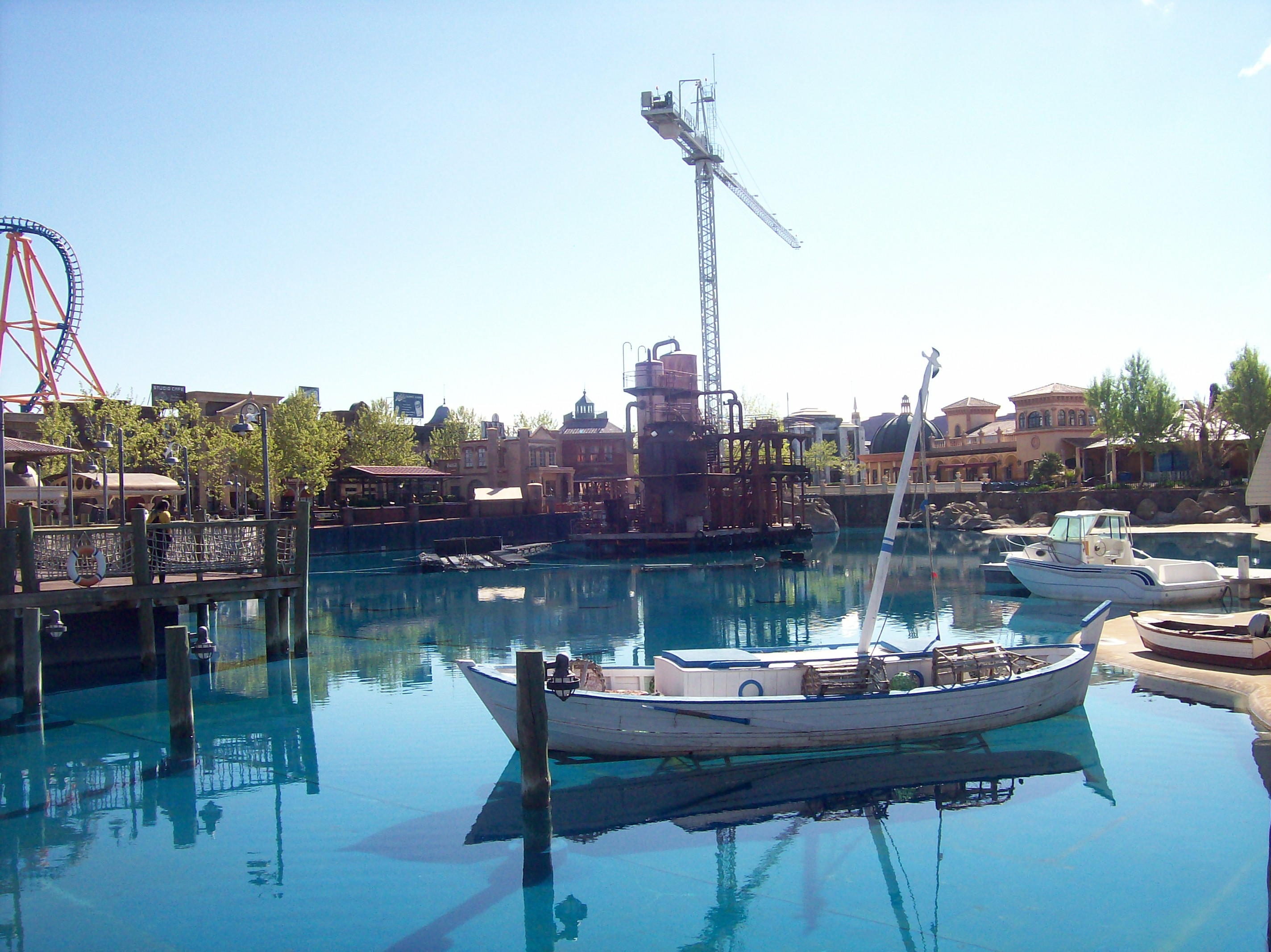
Decor in Parque Warner Madrid

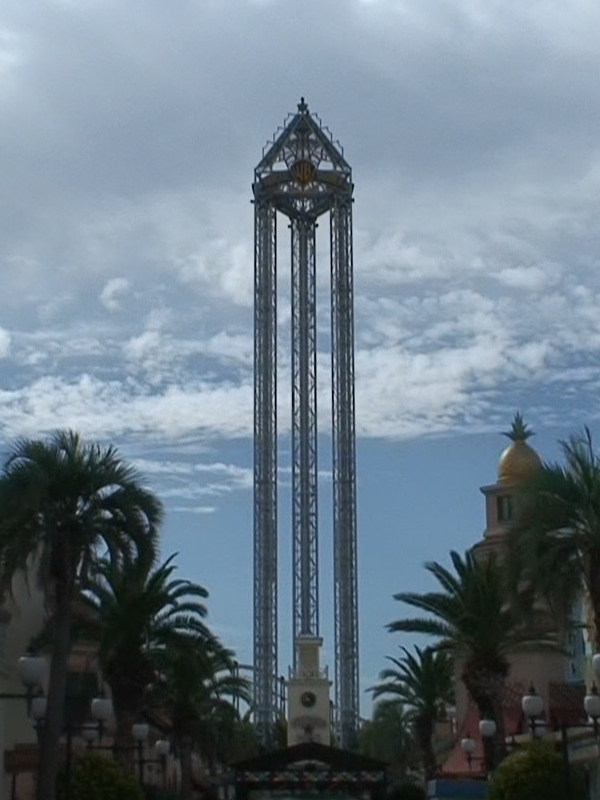
De freefall tower La Venganza del Enigma

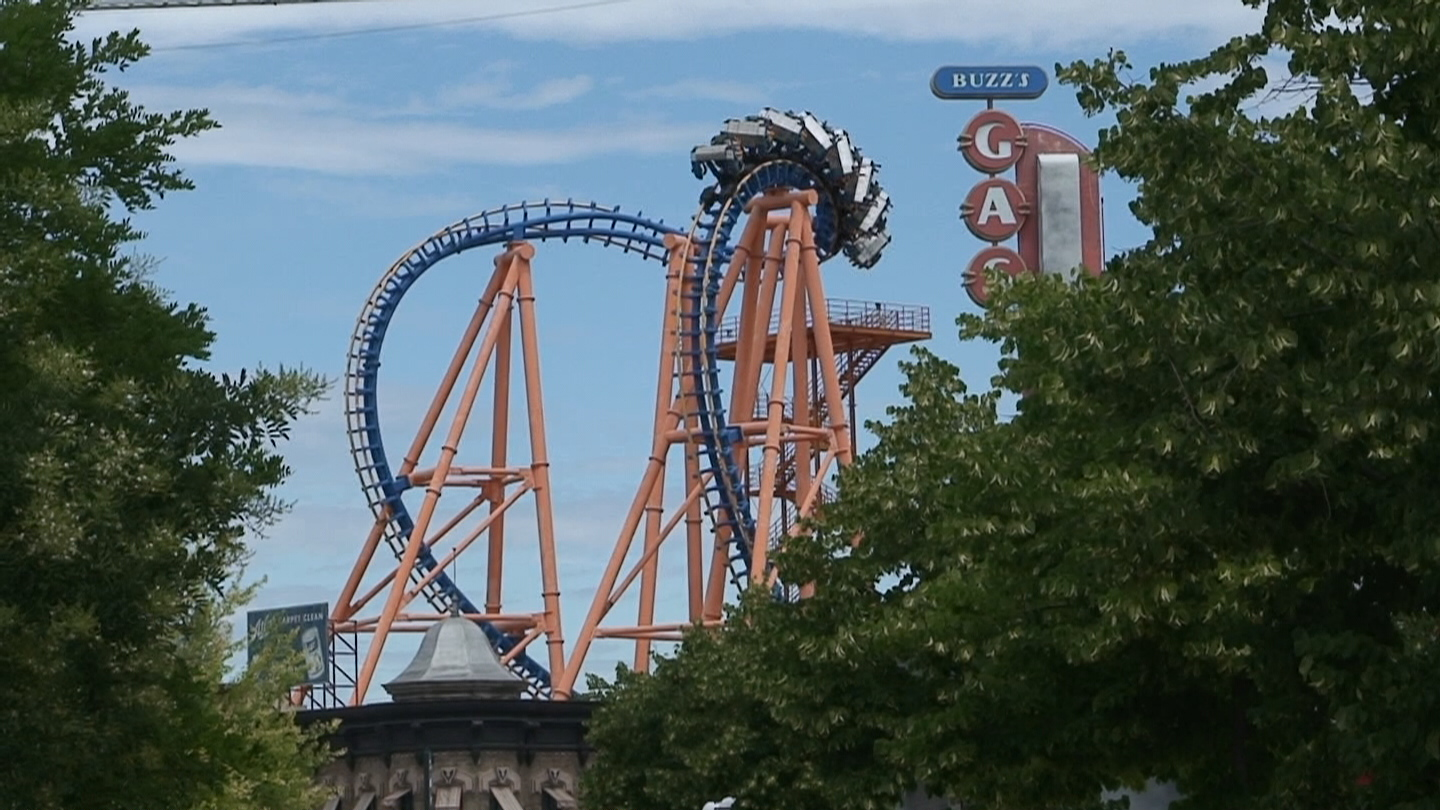
De achtbaan Stunt Fall

### Achtbanen
| Naam                            | Type                | Bouwjaar | Bouwer                                |
| ------------------------------- | ------------------- | -------- | ------------------------------------- |
| Batman: Arkham Asylum           | Omgekeerde achtbaan | 2002     | Bolliger & Mabillard                  |
| Coaster-Express                 | Houten achtbaan     | 2002     | Roller Coaster Corporation of America |
| Tom & Jerry                     | Kinderachtbaan      | 2002     | Zierer                                |
| Stunt Fall                      | Shuttle-achtbaan    | 2002     | Vekoma                                |
| Superman: La Atracción de Acero | Vloerloze achtbaan  | 2002     | Bolliger & Mabillard                  |
| Correcaminos Bip, Bip           | Kinderachtbaan      | 2009     | Mack Rides                            |
| Batman Gotham City Escape       | LSM Launch Coaster  | 2023     | Intamin                               |

### Wildwaterbanen
| Naam               | Type              | Bouwjaar |
| ------------------ | ----------------- | -------- |
| Cataratas Salvajes | Shoot-the-Chute   | 2002     |
| Rápidos ACME       | Rapid River       | 2002     |
| Río Bravo          | Boomstamattractie | 2002     |

### Andere attracties

#### DC Super Heroes World
- Lex Luthor
- Sillas Voladoras de Mr. Freeze
- Los Coches de Choque de El Joker
- La Venganza del Enigma

#### Movie World Studios
- Stunt Fall
- Hotel Embrujado
- Oso Yogui
- Cine Tour

#### Cartoon Village
- Correcaminos Bip, Bip
- La Aventura de Scooby-Doo
- Los Coches Locos del Pato Lucas
- Paseo en Autobús de Piolín y Silvestre
- Coyote: Zona de Explosión
- Helicópteros
- Las Tazas de Té de Scooby-Doo
- Carroon Carrousel
- Cohetes Espaciales
- Correo Aéreo
- Convoy de Camiones
- ACME: Juegos de Agua
- Escuela de Conducción Yabba-Dabba-Doo
- ¡A Toda Máquina!
- He Visto un Lindo Gatito
- Emergencias Pato Lucas

#### Old West Territory
- Los Carros de la Mina
- Río Bravo
- Expedientes Warren